# Vaarwegincidentscenario
Een vaarwegincidentscenario of VIS is een gestandaardiseerde typering voor een incident op of rond een vaarweg. Een VIS is onderdeel van het Vaarweg Incident Management en is binnen de rampenbestrijding doorgaans maatgevend voor de benodigde opschaling, zowel van de hulpdiensten als van de beheerder van de vaarweg (in principe Rijkswaterstaat). De opschaling van de hulpdiensten kan per regio of locatie verschillen.

## Limburg-Noord
De scenario's zijn in de veiligheidsregio Limburg-Noord ingedeeld in 4 groepen:
- VIS 1: Verstoring van de scheepvaart
- VIS 2: Brand
- VIS 3: Aanvaringen en drenkelingen
- VIS 4: Gevaarlijke stoffen

Elke hoofdgroep is onderverdeeld in 3 subgroepen, oplopend van de kleinste omvang (1) naar de meest complexe situatie (3).
- Subgroep 1 (bv VIS 3.1): Geen slachtoffers, lichte schade
- Subgroep 2: Lichte schade, mogelijk persoonlijk letsel
- Subgroep 3: grote schade en/of persoonlijk letsel, mogelijk escalatie van het incident

### VIS 1
VIS 1 betreft een verstoring van de scheepvaart.
VIS 1.1:
- berging vondsten/vaartuig/voertuig
- duikwerkzaamheden
- lijk te water
- blokkades
- storm
- uitval infrastructuur (defecten/besturingsfouten objecten, stroomuitval)
- stremming door onderhoudswerkzaamheden

VIS 1.2:
- drenkeling
- auto te water

VIS 1.3:
- bezwijken waterkeringen
- langdurige blokkades
- extreme ijsgang
- langdurige laagwaterperiode
- hoogwater

### VIS 2
VIS 2 is voor brand.
VIS 2.1:
- brand in de nabijheid vaarweg
- brand in of op een object (sluis e.d.)

VIS 2.2:
- brand op schip met (mogelijk) slachtoffers

VIS 2.3:
- brand op passagiersschip
- brand op vrachtschip in schutsluis
- bomvinding op objecten
- terroristische dreiging

Brand op een schip met gevaarlijke stoffen valt onder VIS 4.3.

### VIS 3
VIS 3 is voor aanvaringen en drenkelingen.
VIS 3.1:
Aanvaring schip met:
- stuw
- sluis
- brugpijler
- wal
- ander schip

VIS 3.2:
- aanvaring schip waardoor mogelijk slachtoffers
- zinkend schip (mogelijk met slachtoffers)
- drenkeling

VIS 3.3:
Aanvaring schip met:
- stuw
- sluis
- brugpijler
- wal
- veerboot
- vrachtschip
- passagiersschip
- zinkend passagiersschip

Een aanvaring waarbij een schip met gevaarlijke stoffen betrokken is valt onder VIS 4.3.

### VIS 4
VIS 4 is voor incidenten met gevaarlijke stoffen.
VIS 4.1:
- beperkte lekkage gevaarlijke stof in water vanuit een schip
- constatering olielozing
- signalering van lichte overschrijding normwaarden
- constatering olievlek van beperkte omvang zonder aanwijsbare herkomst en te gering van omvang om opruimacties te houden.

VIS 4.2:
- (mogelijk) slachtoffers op schip t.g.v. lekkage en/of vrijkomen gevaarlijke stoffen

VIS 4.3: ernstige beschadiging van schip
- vrijkomen van “wolk” gevaarlijke stoffen (toxisch/brandbaar)
- ernstige waterverontreiniging
- slachtoffers in omgeving

## Gelderland-Zuid
De scenario's zijn in de veiligheidsregio Gelderland-Zuid ingedeeld in 7 groepen die in grote lijnen gelijk lopen aan het Snelwegincidentscenario:
- VIS 1: Mens en dier in nood
- VIS 2: Verontreiniging oppervlaktewater
- VIS 3: Ongeval met Gevaarlijke stoffen
- VIS 4: Brand en/of explosie
- VIS 5: Ordeverstoring
- VIS 6: Ecologisch incident
- VIS 7: Aanvaring en/of losgeslagen schip, lading of object

### VIS 1
Mens en dier in nood
- VIS 1.1: Watersporter in problemen, dier in nood[1]
- VIS 1.2: Schip in nood
- VIS 1.3: Persoon overboord/vermist
- VIS 1.4: Ongeval, gewonde
- VIS 1.5: Ziekte aan boord
- VIS 1.6: Neergestort vliegtuig (GRIP 1)
- VIS 1.7: Problemen ijs (Persoon door ijs gezakt)

### VIS 2
Verontreiniging (oppervlakte) water en oevers
- VIS 2.1: Versmering
- VIS 2.2: Stof opgelost in water
- VIS 2.3: Stof drijft op water
- VIS 2.4: Stof zinkt
- VIS 2.5: Verontreiniging kust/oever

### VIS 3
Ongeval met gevaarlijke stoffen
- VIS 3.1: Hinderlijke lucht
- VIS 3.2: Vrijgekomen Brandbare stof
- VIS 3.3: Vrijgekomen Chemische stof
- VIS 3.4: Vrijgekomen Radioactieve stof
- VIS 3.5: Ontstaan gaswolk
- VIS 3.6: Transportleiding
- VIS 3.7: Aantreffen explosief
- VIS 3.8: Gedumpte onbekende stof

### VIS 4
Brand en/of explosie
- VIS 4.1: Pleziervaart
- VIS 4.2: Binnenvaartschip
- VIS 4.3: Rondvaartboot (GRIP 1)
- VIS 4.7: Cruise/Ferry (GRIP 1)

### VIS 5
Ordeverstoring
- VIS 5.1: Recreatie
- VIS 5.2: Partyboot
- VIS 5.3: Cruiseschip/Ferry
- VIS 5.4: Activisten op een vaartuig
- VIS 5.5: Stremming van de vaarweg
- VIS 5.6: Bij sluis/ op de kant

### VIS 6
Ecologisch incident
- VIS 6.1: Aangespoelde vogels/dieren
- VIS 6.2: Veel zieke/dode dieren in het water

### VIS 7
Aanvaring en/of losgeslagen schip, object of lading
- VIS 7.1: In de vaarweg
- VIS 7.2: Gezonken
- VIS 7.3: Op de oever/op het strand
- VIS 7.4: Vermist